# Paraná Banco
Paraná Banco S.A.  é um banco brasileiro, constituído na forma de sociedade anônima, com sede em Curitiba, no Paraná. Foi fundado em 1979. Atua com empréstimo consignado e produtos de investimento. 
Segundo seu site oficial é pioneiro na concessão de crédito a Servidores Públicos e uma das primeiras instituições financeiras a fechar convênio com o Instituto Nacional do Seguro Social (INSS), e conta com dezenas de lojas próprias e parceiros principalmente nas regiões sul e sudeste do país, visando um contato crescente e amadurecido com seus parceiros de negócio.[1]
Em setembro de 2019, a instituição financeira lançou sua plataforma digital de investimentos com produtos de renda fixa, variável e CDB. O fundo atende três perfis de investidores, conservador, moderado e agressivo. 

## Responsabilidade Social[2]
O Paraná Banco exerce a responsabilidade social com o incentivo a projetos sociais, culturais e educativos,sendo,que os principais investimentos estão listados a abaixo
- Hospital Universitário Cajuru
- Pequeno Cotolengo Paranaense
- Hospital Erasto Gaertner
- Futebol de Rua